# Chrysobothris hubbardi
Chrysobothris hubbardi är en skalbaggsart som beskrevs av Fisher 1942. Chrysobothris hubbardi ingår i släktet Chrysobothris och familjen praktbaggar. Inga underarter finns listade i Catalogue of Life.